# Valériane Fichot
Valériane Etienne-Fichot (ur. 11 grudnia 1988) – francuska judoczka. Startowała w Pucharze Świata w latach 2012–2015. Złota medalistka mistrzostw Europy w drużynie w 2007. Druga na ME juniorów w 2007 i trzecia w 2006. Trzecia na mistrzostwach Francji w 2012 i 2014 roku.